# Członek Komedii Francuskiej
Członek Komedii Francuskiej (fr.ː Sociétaire de la Comédie-Française) – aktor wybierany spośród pensjonariuszy zespołu Komedii Francuskiej, posiadający przynajmniej roczny angaż.
Członkowie Komedii Francuskiej istnieli od chwili założenia zespołu w 1680 roku. Decyzja o nominacji była podejmowana na posiedzeniu zgromadzenia generalnego komitetu administracyjnego złożonego z sześciu członków pod przewodnictwem dziekana (doyen). Dziekanem zostawał członek o najdłuższym stażu w zespole. Z chwilą uzyskania tytułu, aktor stawał się automatycznie członkiem powołanego 5 stycznia 1681 Société des Comédiens-Français, co dawało mu prawo do udziału w zyskach teatru. Po przejściu na emeryturę, aktor zostawał członkiem honorowym (sociétaire honoraire) i miał nadal prawo występowania na scenie.

## XIX wiek
- 213 : Marie-Thérèse Bourgoin (1802)
- 214 : Mlle Volnais (1802)
- 215 : Desprez (1802)
- 216 : Mlle Duchesnois (1804)
- 217 : Mlle George (1804)
- 218 : Louis-Claude Lacave (1804)
- 219 : Mlle Desroziers (1804)
- 220 : Amalric Contat (1805)
- 221 : Émilie Leverd (1809)
- 222 : Thénard aîné (1810)
- 223 : De Vigny (1811)
- 224 : Michelot (1811)
- 225 : Rose Dupuis (1812)
- 226 : Anne Demerson (1813)
- 227 : Claude-Charles Cartigny (1814)
- 228 : Mlle Dupont (1815)
- 229 : Monrose (1817)
- 230 : Baudrier (1817)
- 231 : Firmin (1817)
- 232 : Desmousseaux (1817)
- 233 : Saint-Eugène (1817)
- 234 : Mme Tousez (1819)
- 235 : Grandville (1822)
- 236 : Anne-Catherine-Lucinde Paradol (1823)
- 237 : Mme Mante (1823)
- 238 : Mme Desmousseaux (1824)
- 239 : Menjaud (1825)
- 240 : Saint-Aulaire (1826)
- 241 : Joseph Samson (1827)
- 242 : Mme Menjaud (1828)
- 243 : Suzanne Brocard (1828)
- 244 : Édouard David (1828)
- 245 : Mlle Hervey (1828)
- 246 : Perrier (1828)
- 247 : Joanny (1828)
- 248 : Mlle Valmonzey (1828)
- 249 : Pierre Mathieu Ligier (1831)
- 250 : Armand-Dailly (1831)
- 251 : Pierre François Beauvallet (1832)
- 252 : Mlle Anaïs (1832)
- 253 : Joseph-François Guiaud (1832)
- 254 : Edmond Geffroy (1835)
- 255 : François-Joseph Regnier (1837)
- 256 : Mlle Plessy
- 257 : Alexandrine Noblet (1839)
- 258 : Jean-Baptiste Provost (1839)
- 259 : Georges Guyon (1840)
- 260 : Mlle Rachel (1842)
- 261 : Augustine Brohan (1843)
- 262 : Mme Mélingue (1843)
- 263 : Édouard Brindeau (1843)
- 264 : Mlle Denain (1846)
- 265 : Paul-Louis Leroux (1846)
- 266 : Adolphe Maillart (1847)
- 267 : Rébecca Félix (1850)
- 268 : Edmond Got (1850)
- 269 : Louis-Arsène Delaunay (1850)
- 270 : Maubant (1852)
- 271 : Clarisse Bonval (1852)
- 272 : Mlle Nathalie (1852)
- 273 : Madeleine Brohan (1850)
- 274 : Mlle Judith (1852)
- 275 : Monrose (1852)
- 276 : Prosper Bressant (1854)
- 277 : Delphine Fix (1854)
- 278 : Mlle Favart (1854)
- 279 : Émilie Dubois (1855)
- 280 : Anselme (1856)
- 281 : Émilie Guyon (1858)
- 282 : Talbot (1859)
- 283 : Augustine Figeac (1860)
- 284 : Henri Lafontaine (1863)
- 285 : Victoria Lafontaine (1863)
- 286 : Clémentine Jouassain (1863)
- 287 : Coquelin aîné (1864)
- 288 : Édile Riquer (1864)
- 289 : Eugène Provost (1865)
- 290 : Zélia Ponsin (1866)
- 291 : Frédéric Febvre (1867)
- 292 : Dinah Félix (1871)
- 293 : Charles Thiron (1872)
- 294 : Suzanne Reichenberg (1872)
- 295 : Marie Royer (1873)
- 296 : Sophie Croizette (1873)
- 297 : Mounet-Sully (1874)
- 298 : Jules Laroche (1875)
- 299 : Sarah Bernhardt (1875)
- 300 : Léopold Barré (1876)
- 301 : Blanche Barretta (1876)
- 302 : Émilie Broisat (1877)
- 303 : Gustave-Hippolyte Worms (1878)
- 304 : Coquelin cadet (1879)
- 305 : Jeanne Samary (1879)
- 306 : Mlle Lloyd (1881)
- 307 : Julia Bartet (1881)
- 308 : Charles Prud'hon (1883)
- 309 : Mlle Granger (1883)
- 310 : Eugène Silvain (1883)
- 311 : Mlle Dudlay (1883)
- 312 : Gabrielle Tholer (1883)
- 313 : Blanche Pierson (1886)
- 314 : Georges Baillet (1887)
- 315 : Charles Le Bargy (1887)
- 316 : Maurice de Féraudy (1887)
- 317 : Mademoiselle Müller (1887)
- 318 : Jules Boucher (1888)
- 319 : Jules Truffier (1888)
- 320 : Céline Montaland (1888)
- 321 : Louis-Eugène Garraud (1889)
- 322 : Louis Leloir (1889)
- 323 : Albert Lambert (1891)
- 324 : Paul Mounet (1891)
- 325 : Mlle Marsy (1891)
- 326 : Georges Berr (1893)
- 327 : Jeanne Ludwig (1893)
- 328 : Pierre Laugier (1894)
- 329 : Mary Kalb (1894)
- 330 : Jules-Louis-Auguste Leitner (1896)
- 331 : Raphaël Duflos (1896)
- 332 : Renée du Minil (1896)
- 333 : Marthe Brandès (1896)
- 334 : Louise Lara (1899)